# Hyon Yong-chol
Hyon Yong-chol (Hamgyŏng del Norte, 11 de enero de 1949 - 30 de abril de 2015) fue un general y político norcoreano que se desempeñó como Ministro de las Fuerzas Armadas del Pueblo de Corea del Norte entre 2014 y 2015. Fue removido de su puesto y, según la prensa surcoreana, ejecutado en mayo de 2015. Sin embargo no se ha encontrado ninguna prueba de la supuesta ejecución.

## Biografía

### Carrera
Los medios de Corea del Norte declararon que nació en enero de 1949 y se unió al ejército en 1966. Tras desempeñarse como comandante de batallón, fue elegido delegado de la Asamblea Suprema del Pueblo en 2009.
Fue ascendido al rango de general de cuatro estrellas (대장) junto a Kim Jong-un, Kim Kyong-hui, Kim Kyong-ok, Choe Ryong-hae y Choe Pu-il en septiembre de 2010. Estuvo en el comité nacional del funeral tras la muerte de Kim Jong-il en diciembre de 2011. Fue nombrado miembro del Comité Central del Partido del Trabajo de Corea en la tercera conferencia del partido. En febrero de 2012, recibió la Orden de Kim Jong-il.
Fue promovido al rango de Vice Mariscal (차수) del Ejército Popular de Corea en julio de 2012, dos días después de que el Jefe del Estado Mayor, Ri Yong-ho, fuera relevado de sus funciones. Al principio no estaba claro si Hyon reemplazaría a Ri como Jefe del Estado Mayor, pero esto se confirmó unos días después. También fue identificado como vicepresidente de la Comisión Militar Central del Partido del Trabajo el 26 de julio de 2012.
Según los informes, fue degradado a General en noviembre de 2012. El 31 de marzo de 2013, fue nombrado miembro suplente del Politburó, aunque no ocupó el antiguo puesto de Ri Yong-ho en el Presidium del Politburó. Fue transferido para comandar el 5.º Cuerpo de Ejército en mayo de 2013. En junio de 2014 fue designado ministro de Defensa.

### Reportes sobre su ejecución
El Servicio de Inteligencia Nacional de Corea del Sur informó inicialmente el 12 de mayo de 2015, que Hyon fue purgado y ejecutado públicamente a fines de abril de 2015 en el Área de Entrenamiento Militar de Kanggon cerca de Pionyang. Se informó que fue ejecutado con un cañón antiaéreo ligero de cuatro cañones, por insubordinación luego de que fuera capturado en video durmiendo durante un mitin militar a fines de abril de 2015 al que asistió Kim Jong-un.
Un informe de CNN indicó que Hyon fue acusado de traición después de no haber cumplido una orden de Kim Jong-un, aunque no se especificó la naturaleza de esta orden. Un alto funcionario declaró que, si bien las ejecuciones se llevan a cabo por delitos de traición o subversión, Hyon no estaba entre los ejecutados. Según analistas entrevistados por BBC News, aunque la reasignación de funcionarios era algo común en Corea del Norte, la ejecución de una figura tan cercana a Kim Jong-un como Hyon era sorprendente y podría ser motivo de preocupación para la estabilidad del país.
Horas después del informe inicial, el servicio de inteligencia surcoreano revisó su declaración, afirmando que aunque tiene información de inteligencia que sugiere que Hyon fue ejecutado, no pudo verificarlo. Las dudas surgieron porque las imágenes de Hyon todavía se mostraban en la televisión norcoreana. También fue mencionado en el periódico norcoreano Rodong Sinmun el día en que se suponía que debía haber sido ejecutado. Esto implicaría que había sido arrestado y ejecutado el mismo día, lo que es poco probable. El 16 de junio de 2015, la cadena de televisión surcoreana YTN, informó de una supuesta confirmación del asunto por parte de fuentes diplomáticas de Corea del Norte, sin dar más detalles. En julio, los medios oficiales de Corea del Norte nombraron a Pak Yong-sik como ministro de las fuerzas armadas, pero no informaron acerca de la destitución de Hyon. Un portavoz de Corea del Sur dijo que los informes sobre la ejecución de Hyon debían tomarse como rumores hasta que se encuentre evidencia definitiva.